# Zamicrodus laetus
Zamicrodus laetus är en stekelart som först beskrevs av Brulle 1846.  Zamicrodus laetus ingår i släktet Zamicrodus och familjen bracksteklar. Inga underarter finns listade i Catalogue of Life.